# Блу-Ай
Блу-Ай (англ. Blue Eye) — місто (англ. town) в США, в окрузі Керролл штату Арканзас. Населення — 52 особи (2021).

## Географія
Блу-Ай розташований на висоті 393 метра над рівнем моря за координатами 36°29′47″ пн. ш. 93°23′50″ зх. д. / 36.49639° пн. ш. 93.39722° зх. д. (36.496449, -93.397352).  За даними Бюро перепису населення США в 2010 році місто мало площу 0,18 км², уся площа — суходіл. В 2017 році площа становила 0,20 км², уся площа — суходіл.

## Демографія
Згідно з переписом 2010 року, у місті мешкало 30 осіб у 14 домогосподарствах у складі 7 родин. Густота населення становила 163 особи/км².  Було 17 помешкань (92/км²). 
Расовий склад населення:
| - 90,0 % — білих - 6,7 % — корінних американців |

До двох чи більше рас належало 3,3 %. Іспаномовні складали 0,0 % від усіх жителів.
За віковим діапазоном населення розподілялося таким чином: 16,7 % — особи молодші 18 років, 66,6 % — особи у віці 18—64 років, 16,7 % — особи у віці 65 років та старші. Медіана віку мешканця становила 43,5 року. На 100 осіб жіночої статі у місті припадало 130,8 чоловіків;  на 100 жінок у віці від 18 років та старших — 127,3 чоловіків також старших 18 років.
За межею бідності перебувало 74,4 % осіб, у тому числі 100,0 % дітей у віці до 18 років та 55,6 % осіб у віці 65 років та старших.
Цивільне працевлаштоване населення становило 4 особи. Основні галузі зайнятості: виробництво — 50,0 %, освіта, охорона здоров'я та соціальна допомога — 50,0 %.
За даними перепису населення 2000 року в Блу-Ай проживало 36 осіб, 11 сімей, налічувалося 14 домашніх господарств і 18 житлових будинків. Середня густота населення становила близько 180 осіб на один квадратний кілометр. Расовий склад Блу-Ай за даними перепису розподілився таким чином: 91,67 % білих, 8,33 % — представників змішаних рас.
З 14 домашніх господарств в 21,4 % — виховували дітей у віці до 18 років, 64,3 % представляли собою подружні пари, які спільно проживали, в 14,3 % сімей жінки проживали без чоловіків, 21,4 % не мали сімей. 21,4 % від загального числа сімей на момент перепису жили самостійно, при цьому 7,1 % склали самотні літні люди у віці 65 років та старше. Середній розмір домашнього господарства склав 2,57 осіб, а середній розмір родини — 2,91 осіб.
Населення містечка за віковим діапазоном за даними перепису 2000 року розподілилося таким чином: 19,4 % — мешканці молодше 18 років, 8,3 % — між 18 і 24 роками, 33,3 % — від 25 до 44 років, 22,2 % — від 45 до 64 років і 16,7 % — у віці 65 років та старше. Середній вік мешканця склав 38 років. На кожні 100 жінок в Блу-Ай припадало 89,5 чоловіків, у віці від 18 років та старше — 93,3 чоловіків також старше 18 років.
Середній дохід на одне домашнє господарство в містечкі склав 21 875 доларів США, а середній дохід на одну сім'ю — 36 250 доларів. При цьому чоловіки мали середній дохід в 21 000 доларів США на рік проти 40 417 доларів середньорічного доходу у жінок. Дохід на душу населення в містечкі склав 15 358 доларів на рік. Всі родини Блу-Ай мали дохід, що перевищує рівень бідності.